# Austroheptura neboissi
Austroheptura neboissi är en bäcksländeart som beskrevs av Joachim Illies 1969. Austroheptura neboissi ingår i släktet Austroheptura och familjen Austroperlidae. Inga underarter finns listade i Catalogue of Life.